# Premio Pulitzer per il miglior giornalismo di critica
Il premio Pulitzer per il miglior giornalismo di critica (Pulitzer Prize for Criticism) è uno dei quattordici premi Pulitzer per il giornalismo che vengono conferiti ogni anno in America. Viene assegnato a partire dal 1970 a un giornalista che si sia distinto per aver fornito un meritorio esempio di critica attraverso un qualsiasi strumento giornalistico.
La selezione del vincitore viene fatta da un comitato di giurati indipendenti amministrato ufficialmente dalla Columbia University.

## Albo d'oro

### Anni 1970
- 1970: Ada Louise Huxtable, The New York Times, per i suoi articoli di critica del 1969
- 1971: Harold C. Schonberg, The New York Times, per i suoi articoli di critica musicale del 1970
- 1972: Frank Peters Jr, St. Louis Post-Dispatch, per la sua critica musicale del 1971
- 1973: Ron Powers, Chicago Sun-Times, per la sua critica televisiva del 1972
- 1974: Emily Genauer, Newsday, per i suoi articoli di critica d'arte
- 1975: Roger Ebert, Chicago Sun-Times, per la critica cinematografica del 1974
- 1976: Alan M. Kriegsman, The Washington Post, per i suoi articoli di critica sulla danza del 1975
- 1977: William McPherson, The Washington Post, per i suoi contributi a 'Book World'
- 1978: Walter Kerr, New York Times, per i suoi articoli di critica teatrale del 1977
- 1979: Paul Gapp, Chicago Tribune, per i suoi articoli di architettura

### Anni 1980
- 1980: William A. Henry III, The Boston Globe, per la critica televisiva
- 1981: Jonathan Yardley, Washington Star, per le recensioni di libri
- 1982: Martin Bernheimer, Los Angeles Times, per la critica di musica classica
- 1983: Manuela Hoelterhoff, The Wall Street Journal, per la sua critica d'arte e temi vari
- 1984: Paul Goldberger, The New York Times, per i suoi articoli di architettura
- 1985: Howard Rosenberg, Los Angeles Times, per la critica televisiva
- 1986: Donal Henahan, The New York Times, per la critica musicale
- 1987: Richard Eder, Los Angeles Times, per le recensioni di libri
- 1988: Tom Shales, The Washington Post, per la critica televisiva
- 1989: Michael Skube, The News & Observer (Raleigh, North Carolina), per gli articoli su temi letterari

### Anni 1990
- 1990: Allan Temko, San Francisco Chronicle, per i suoi articoli di architettura
- 1991: David Shaw, Los Angeles Times, per la sua denuncia su come i media e il suo stesso giornale presentarono il Caso McMartin
- 1992: non assegnato
- 1993: Michael Dirda, The Washington Post, per le recensioni di libri
- 1994: Lloyd Schwartz, Boston Phoenix, per la sua critica di musica classica
- 1995: Margo Jefferson, The New York Times, per le recensioni di libri e gli articoli di critica culturale
- 1996: Robert Campbell, The Boston Globe, per i suoi articoli di architettura
- 1997: Tim Page, The Washington Post, per la critica musicale
- 1998: Michiko Kakutani, The New York Times, per le recensioni di libri e gli articoli di critica letteraria
- 1999: Blair Kamin, Chicago Tribune, per i suoi articoli di architettura urbana, compresa una serie sullo sviluppo del lungolago di Chicago

### Anni 2000
- 2000: Henry Allen, The Washington Post, per i suoi articoli di fotografia
- 2001: Gail Caldwell, The Boston Globe, per i suoi articoli su letteratura e vita contemporanea
- 2002: Justin Davidson, Newsday, per la critica di musica classica
- 2003: Stephen Hunter, The Washington Post, per la critica cinematografica
- 2004: Dan Neil, Los Angeles Times, per i suoi articoli sulle automobili
- 2005: Joe Morgenstern, The Wall Street Journal, per i suoi articoli di critica cinematografica
- 2006: Robin Givhan, The Washington Post, per i suoi saggi che trasformano il giornalismo di moda in critica culturale e di costume
- 2007: Jonathan Gold, LA Weekly, per i suoi articoli su gastronomia e ristoranti
- 2008: Mark Feeney, The Boston Globe, per i suoi articoli sulle Arti visive
- 2009: Holland Cotter, The New York Times, per le sue recensioni sull'arte, da Manhattan alla Cina[2]

### Anni 2010
- 2010: Sarah Kaufman, The Washington Post, per il suo approccio fresco e pieno di immaginazione alla critica della danza
- 2011: Sebastian Smee, The Boston Globe, per i suoi articoli d'arte
- 2012: Wesley Morris, The Boston Globe, per i suoi articoli di critica cinematografica
- 2013: Philip Kennicott, The Washington Post, per i suoi saggi sull'arte e sulle forze sociali ad essa collegate
- 2014: Inga Saffron, The Philadelphia Inquirer, per la sua critica di architettura
- 2015: Mary McNamara, Los Angeles Times, per i suoi articoli di critica televisiva
- 2016: Emily Nussbaum, The New Yorker, per la critica televisiva
- 2017: Hilton Als, The New Yorker, per la critica teatrale
- 2018: Jerry Saltz, New York, per un robusto lavoro di critica che ha trasmesso una prospettiva audace sulle arti visive in America
- 2019: Carlos Lozada, The Washington Post, per la critica letteraria

### Anni 2020
- 2020: Christopher Knight, Los Angeles Times, per la sua critica d'arte
- 2021: Wesley Morris, The New York Times, per una critica rilevante e profonda sull'intersezione tra razza e cultura in America
- 2022: Salamishah Tillet, The New York Times, per una critica colta ed elegante sulle storie nere nell'arte e nella cultura popolare
- 2023: Andrea Long Chu, New York, per la critica letteraria
- 2024: Justin Chang, Los Angeles Times, per la critica cinematografica